# آرسینک
آرسینک (به انگلیسی: rsync) نام یک نرم‌افزار و همچنین یک پروتکل شبکه برای سیستم‌عاملهای شبه یونیکس (پورت‌هایی هم برای مایکروسافت ویندوز موجود است) است. این برنامه به منظور همگام‌سازی فایل‌ها و دایرکتوری‌ها از یک مکان به مکانی دیگر، به صورتی که کمترین حجم اطلاعات در شبکه منتقل شود، استفاده می‌شود. برای این کار آرسینک از انکودینگ دلتا در صورت لزوم استفاده می‌کند. همچنین آرسینک می‌تواند عمل انتقال اطلاعات در شبکه را به صورت رمزنگاری شده و با استفاده از SSH انجام دهد. همچنین عمل رمزنگاری با استفاده از SSL هم می‌تواند با استفاده از Stunnel صورت پذیرد. قابلیتی که در آرسینک وجود دارد و دیگر برنامه‌های مشابه آن را ندارند این است که عمل یکسان‌سازی داده‌ها با تنها یک بار انتقال اطلاعات در هر طرف صورت می‌گیرد که این کار باعث از بین رفتن تاخیر حاصل از ارسال صدها پیام کوتاه در شبکه می‌شود. آرسینک قادر است محتوای یک دایرکتوری را نمایش داده یا کپی کند که کاربر می‌تواند به اختیار خود از فشرده‌سازی و قابلیت بازگشتی هم استفاده کند. آرسینک وقتی که در حالت دیمن اجرا می‌شود، بر روی پورت شماره ۸۷۳ به درخواست‌ها گوش می‌دهد و فایل‌ها را با استفاده از یک پروتکل بومی مخصوص به نام «پروتکل آرسینک» انجام می‌دهد. آرسینک تحت پروانه جی‌پی‌ال نسخه ۳ منتشر می‌شود و یک نرم‌افزار آزاد است.